# Карлос Родригез
Карлос Родригез Кано (шп. Carlos Rodríguez Cano; 2. фебруар 2001) шпански је професионални бициклиста који тренутно вози за UCI ворлд тур тим — Инеос гренадирс. Освојио је једном Тур де Романди и првенство Шпаније у друмској вожњи и остварио је једну етапну побједу на Тур де Франсу, гдје је једном завршио на петом мјесту у генералном пласману, док је Вуелта а Еспању једном завршио на седмом мјесту.

## Каријера
У дјетињству је возио бицикл у дисциплини BMX, након чега је одлучио да се посвети друмском бициклизму, гдје је двије године провео тренирајући у академији тима Комета, коју је водио његов идол — Алберто Контадор. Професионалну каријеру је почео 2020. у тиму Инеос, прескочивши категорију до 23 године. Године 2021. завршио је Тур де л’Авенир на другом мјесту, иза Тобијаса Халанд Јоханесена, а затим је Вуелта а Андалузија рута дел сол трку завршио на четвртом мјесту. Године 2022. освојио је првенство Шпаније у друмској вожњи, а затим је возио своју прву гранд тур трку — Вуелта а Еспању, коју је завршио на седмом мјесту у генералном пласману. У октобру је возио Ђиро ди Ломбардију, коју је завршио на петом мјесту.
У марту 2023. пао је на Страде Бјанкеу и поломио кључну кост. Вратио се такмичењу у јуну, када је завршио Критеријум ди Дофине на деветом мјесту, уз освојену класификацију за најбољег младог возача, након чега је возио Тур де Франс по први пут. На етапи 14, након последњег успона заостајао је 25 секунди иза Јонаса Вингегора и Тадеја Погачара, али их је достигао на спусту а затим напао и остварио соло побједу. Завршио је на петом мјесту у генералном пласману и на другом мјесту у класификацији за најбољег младог возача, иза Погачара. Током Тур де Франса потписао је предуговор са тимом Мовистар, али је на крају сезоне продужио уговор са тимом Инеос гренадирс до 2027. Године 2024. побиједио је на последњој етапи на Вуелта ал Паис Баско трци и завршио је на другом мјесту у генералном пласману, иза Хуана Ајуса. Крајем априла освојио је Тур де Романди, седам секунди испред Александра Власова, што му је била прва велика етапна трка коју је освојио. Тур де Франс је завршио на седмом мјесту, 25 минута иза Погачара, а Вуелта а Еспању на десетом, 11 минута иза Приможа Роглича.

## Резултати на тркама

### Резултати на гранд тур тркама
| Гранд тур трке  | 2021. | 2022. | 2023. | 2024. |
| --------------- | ----- | ----- | ----- | ----- |
| Ђиро д’Италија  | —     | —     | —     | —     |
| Тур де Франс    | —     | —     | 5     | 7     |
| Вуелта а Еспања | —     | 7     | —     | 10    |

| — | Није учествовао |
|   | Није завршио    |